# Richard Rahl
Richard Rahl ook bekend als Richard Cypher is de hoofdpersoon in de boekenserie De Wetten van de Magie van Terry Goodkind. Hij is de geadopteerde zoon van George Cypher. Hij groeide op als een gids in de bossen van het Westland en als een vriend van tovenaar Zeddicus Zu'l Zorander. In zijn jeugd leerde hij het Boek van de Getelde Schaduwen uit zijn hoofd en verbrandde het daarna, waardoor de kennis die hij bezat van groot belang was voor Darken Rahl, zijn vader en in het eerste boek heerser van D´Hara.

## Uiterlijk
Richard Cypher is een jonge man met dik, lichtbruin haar, grijze ogen en krachtige spieren. Hij is groter dan de meeste mannen, ongeveer 2 meter, met brede schouders. Aan het begin van de serie is hij ongeveer mid-twintig. Veel vrouwen in de serie hebben beweerd dat hij de knapste man is die ze ooit hebben gezien.
Richard draagt aan het begin van de serie aardekleuren, met donkergroen en bruin. Later vindt hij het outfit van Barracus, een tovenaar tijdens de Grote Oorlog. Hij draagt dan een gouden cape met een zwart tuniek, zilveren polsbanden met oude symbolen. Meestal draagt hij het Zwaard van de Waarheid aan zijn zij, in een speciale leren bandelier. Om zijn nek draagt hij, naast andere dingen, een gouden medaillon met een grote robijn in het midden.